# اکرام‌جان علی‌بایف
اکرام‌جان علی‌بایف (زاده ۱۹۹۴) بازیکن فوتبال ازبکستانی که در باشگاه فوتبال سئول و تیم ملی ازبکستان بازی می‌کند.